# Iglesia de San Salvador (Poliñá)
La iglesia de San Salvador (en catalán: església de Sant Salvador), conocida también como de San Martín, está situada en la población de Polinyá, en la comarca catalana del Vallés Occidental.

## Historia
Descrita como iglesia parroquial de Polinyá en el siglo XI, su consagración tuvo lugar en el año 1122; siguió con sus funciones como tal hasta el año 1792 cuando pasó a depender de la iglesia de construcción nueva, perdiendo la categoría de parroquia.

## El edificio
Consta de una sola nave con cubierta de bóveda de cañón y con un ábside semicircular, donde había pinturas murales muy importantes, de la primera mitad del siglo XII, relacionadas con las de la iglesia de Santa María de Barberá del Vallés. En el templo se pueden ver unas reproducciones de las originales, que se conservan en el Museo Diocesano de Barcelona.
En el exterior el ábside presenta una decoración lombarda de arcuaciones ciegas en series de dos entre lesenas, con tres ventanas también entre las lesenas. La puerta del muro norte es la original, sin embargo, la principal ha sido completamente modificada. El campanario es de base cuadrada y está adosado al muro norte.